# Narcís Casas Devesa
Narcís Casas Devesa (Olot, Garrotxa, 29 de novembre de 1907 - Barcelona, Barcelonès, 27 de desembre de 2001) va ser un excursionista i esquiador català.
Narcis Casas fou el fundador del Grup Excursionista Isards (1929), i entre el 1931 i el 1936 també fou el dinamitzador de les activitats de la Unió Excursionista de Catalunya. Presidí la secció de muntanya de la UEC i promogué la construcció del refugi de l'entitat a la Molina, el que acabà convertint-se en el Xalet-Refugi UEC La Molina. L'any 1931 formà part del primer Comitè Català de Refugis, i el 1933 fou membre de la junta directiva de la Federació Catalana d'Esquí, posteriorment anomenada Federació Catalana d'Esports d'Hivern, i també fou un dels primers àrbitres d'esquí catalans. És autor dels llibres Lliçons d’esquí (1980) i Els meus seixanta anys d’esquí (1993). El 1987 la Generalitat de Catalunya li atorgà la medalla Forjador de la Història Esportiva de Catalunya en reconeixement de la seva tasca de promoció esportiva en el món de l'excursionisme.
Narcís Casas fou, sens dubte, l'"àlma mater" de la Companyia d'Esquís de les Milícies Pirinenques, i com a membre de la junta directiva de la Federació d'Esquí de Catalunya abans de l'inici de la guerra, Josep Maria Benet i de Caparà, cap d'aquelles Milícies, li sol·licita ajuda adjudicant-li el comandament provissional d'aquella particular unitat, única fins llavors en la Història militar espanyola. Més tard ocupà el càrrec de sergent de la tercera Secció de la companyia. Ajudà en el disseny i confecció dels equips necessaris, posant a disposició de la unitat un llibre escrit per ell mateix a Itàlia el 1934, durant una estada a l'estació d'esquí de Sestriere, després d'haver pres notes o fotos de les evolucions, en unes maniobres, de l'exèrcit alpí italià. Manual de tàctiques de guerra sobre esquís que Casas tenia pensat editar a Espanya, amb il·lustracions realitzades pel seu germà Joan i que desenterra en una reunió de comandaments de la Companyia. Manuscrit que mai s'editarà, i que farà seu el propi Andreu Xandri i Serrano, tinent de la mateixa companyia, el més mitificat dels seus components, a causa de la seva prematura i fortuïta mort a Bielsa el juny de 1938.